# Associação de Futebol do País de Gales
A Associação de Futebol do País de Gales (em galês: Cymdeithas Bêl-droed Cymru; em inglês: Football Association of Wales, FAW) é a entidade máxima do futebol galês.